# 래준
래준(본명: 박래준, 1976년 12월 26일 ~ )은 대한민국의 가수이다.

## 학력
- 단국대학교 대학원 공연예술학과 석사

## 경력
- 독도사랑운동본부 홍보대사
- 한국소아당뇨인협회 홍보위원회 부위원장
- 마블러스뮤직 대표
- 그룹 '듀폴라' 멤버
- 한국보컬트레이너협회 회장
- 인천재능대학교 겸임교수
- 글로벌사이버대학교 겸임교수

## 음반
- 2024년 10월 11일 - 스캔들 OST Part.2 - 한켠
- 2024년 12월 1일 - 스캔들 OST Part.21 - 어쩌면 넌 (With 양양)
- 2024년 12월 3일 - 스캔들 OST Part.25 - Love (With 이진명, 한지훈)
- 2024년 사진 한 장
- 2022년 너 하나 (Feat. 다은)
- 2021년 With Project #1
- 2021년 달려달려
- 2020년 뭐 이래
- 2019년 벌써, 봄
- 2016년 A Tale Of Memories
- 2016년 힘들고 지칠 때
- 2012년 한방이다 (Special Ver.)
- 2010년 한방이다
- 2008년 Last Love #1